# گمینا لوبومینو
گمینا لوبومینو (به لهستانی:  Gmina Lubomino) یک گمینا در لهستان است که در شهرستان لیزبارک واقع شده‌است. گمینا لوبومینو ۱۴۹٫۵۶ کیلومتر مربع مساحت و ۳٬۷۱۷ نفر جمعیت دارد.